# 七阶KdV方程
七阶KdV方程（Seventh order  KdV equation），是一个非线性偏微分方程：
{\displaystyle U[t]+6*U*U[x]+U[x,x,x]-U[x,x,x,x,x]+\alpha *U[x,x,x,x,x,x,x,x,x]=0}
其中
U[t] 代表 {\displaystyle {\frac {\partial u(x,t)}{\partial t}}}
U[x,x,x] 代表 {\displaystyle {\frac {\partial ^{3}u(x,t)}{\partial x^{3}}}}
其余类推。

## 行波图
|  |  |  |  |

|  |  |  |  |

|  |  |  |  |